# Gavin McCann
Gavin Peter McCann (Blackpool, 10 januari 1978) is een Engels voormalig voetballer die bij voorkeur als centrale middenvelder speelde. McCann speelde 301 wedstrijden in de Premier League, waar hij achtereenvolgens uitkwam voor Everton, Sunderland, Aston Villa en Bolton Wanderers.
McCann heeft ook een cap in het Engels voetbalelftal achter zijn naam. Hij speelde mee tegen Spanje op 28 februari 2001.

## Clubcarrière

### Everton en Sunderland
McCann tekende zijn eerste profcontract bij Everton in de stad Liverpool. Hij kon bij Everton geen plaats in het elftal afdwingen en in 1998 verhuisde hij om die reden naar Sunderland, dat op dat moment uitkwam in het Championship. McCann werd een vaste waarde bij Sunderland en verzekerde zich met de club van promotie naar de Premier League in 1999. Hij speelde 116 competitiewedstrijden voor Sunderland een kwam acht maal tot scoren.

### Aston Villa
In augustus 2003 verliet hij Sunderland en tekende een contract bij Aston Villa, waar McCann in eerste instantie zijn positieve vormcurve van bij Sunderland doortrok. Hij was een vaste waarde bij Villa, maar werd nadien steeds vaker afgeremd door blessureleed. McCann werkte 110 competitiewedstrijden af in vier seizoenen bij de club.

### Bolton Wanderers
In de zomer van 2007 verruilde hij Aston Villa voor Bolton Wanderers, waar McCann de komende vier seizoenen zou spelen en uiteindelijk ook zijn loopbaan beëindigde. McCann herstelde niet meer van een zware knieblessure die hij opliep tijdens het seizoen 2009/2010.

## Interlandcarrière
In zijn periode bij Sunderland werd McCann geselecteerd voor een vriendschappelijke interland met Engeland. Engeland versloeg Spanje met 3-0. McCann verving bij de rust Paul Scholes en speelde de volledige tweede helft.